# Landes, Charente-Maritime
Landes là một xã trong tỉnh Charente-Maritime trong vùng Nouvelle-Aquitaine tây nam nước Pháp. Xã này nằm ở khu vực có độ cao từ 6-76 mét trên mực nước biển.